# Eutrapelia
Eutrapelia vem do grego para brincadeira (εὐτραπελία) e refere-se a agradabilidade na conversa, com amabilidade e um bom senso de humor. É uma das virtudes de Aristóteles, sendo o "meio de ouro" entre o grosseiro (ἀγροικία) e a bufonaria (βωμολοχία).  
Por um tempo, a eutrapelia passou a significar piadas obscenas e grosseiras. A palavra aparece apenas uma vez no Novo Testamento, em Efésios 5: 4, onde é traduzida como "gracejo grosseiro", na NVI. 
O influente filósofo medieval Tomás de Aquino (1225-1274) viu a eutrapelia sob uma luz positiva, novamente, favorecendo a antiga noção aristotélica de que ela é constituída por relaxamento mental e diversão honrosa. Em Summa Theologica, Tomás de Aquino tornou-a a virtude da moderação em relação ao gracejo. Na segunda metade do século XIII, o conceito foi considerado um estado de prazer judicioso — isto é, lícito e bom — e voltou a ser considerado uma virtude pelos comentaristas.